# Knut Nystedt

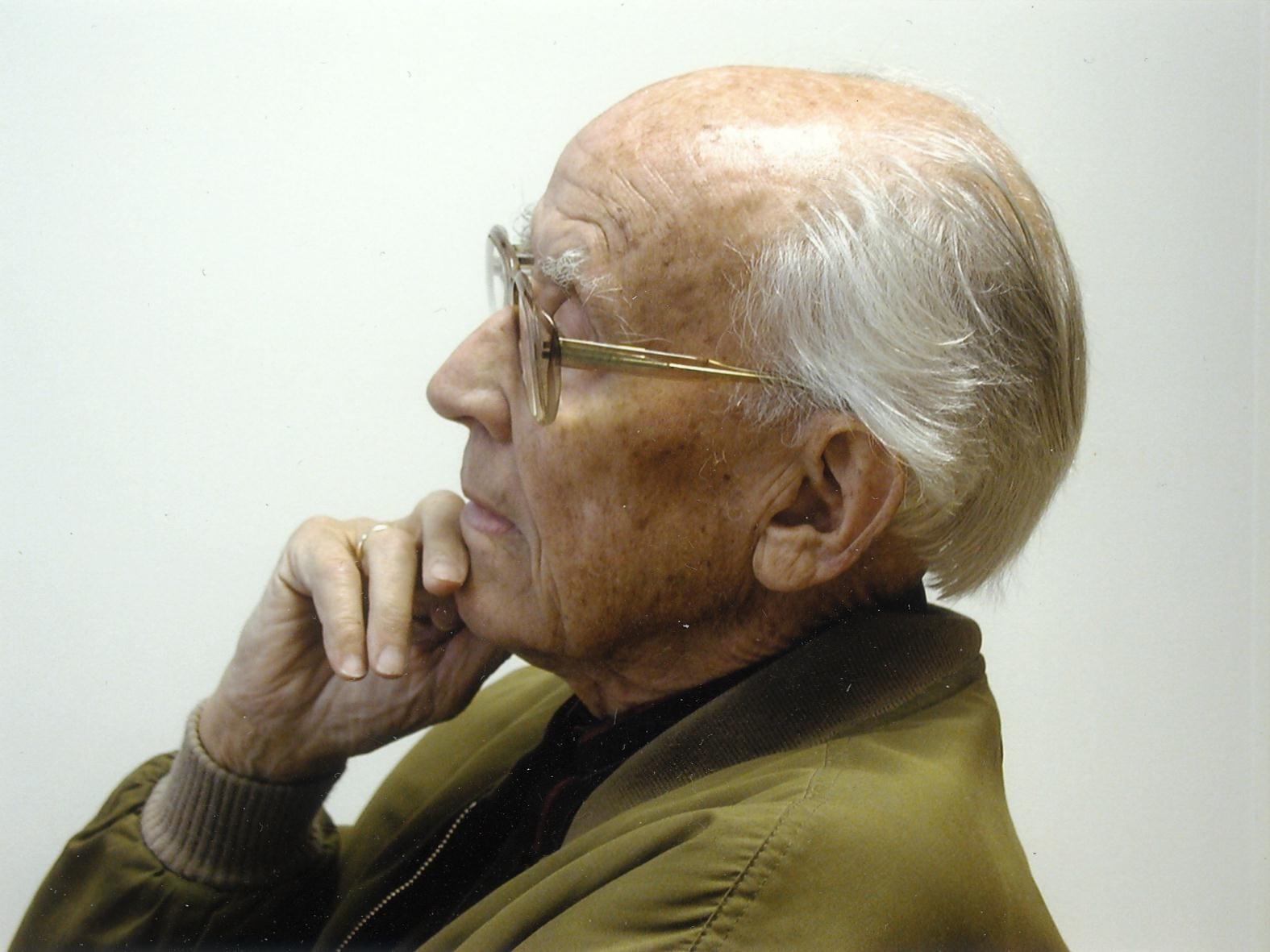
Knut Nystedt (2007)

Knut Nystedt (* 3. September 1915 in Kristiania; † 8. Dezember 2014 in Oslo) war ein norwegischer Komponist, der vor allem durch seine Chor- und Orgelkompositionen bekannt wurde.

## Leben und Wirken
Knut Nystedt wuchs in einem christlich geprägten Elternhaus auf, in dem Kirchenlieder und klassische Musik einen wichtigen Teil des Alltags ausmachten. Er studierte Komposition bei Bjarne Brustad in Norwegen und bei Aaron Copland in den USA, Orgel bei Arild Sandvold und Ernest White sowie Dirigieren bei Øivin Fjeldstad. Nysted war von 1946 bis 1981 Organist an der Torshov-Kirche in Oslo und von 1964 bis 1985 Dozent für Chorleitung an der Universität Oslo. Er gründete Det Norske Solistkor, den er von 1950 bis 1990 leitete, sowie die Schola Cantorum, die er von 1964 bis 1985 leitete. Nystedt war Lehrer von Carl Høgset, der später den Chor Grex vocalis etablierte und viele von Nystedts Werken aufführt.

## Kompositionen
Nystedts Hauptwerke für Chor und Vokalsolisten basieren hauptsächlich auf biblischen Texten oder sakralen Themen und verwenden eine gemäßigt moderne Tonsprache. Die Alte Musik, insbesondere Palestrina und der Gregorianische Choral, hatte einen bedeutenden Einfluss auf seine Kompositionen. Unter seinen Werken sind:
- eine Missa brevis
- De Profundis, eine Vertonung von Psalm 130
- Immortal Bach, eine Fassung von Bachs Komm, süßer Tod für Chöre a cappella
- die Gebete für Mitgefangene, nach Texten von Dietrich Bonhoeffer, der die Gebete während seiner Haft im KZ Buchenwald verfasste, für Orgel und Sopran, u.a. aufgeführt 2023 in der Kerzenkapelle Kevelar mit der Sopranistin Patricia Radeck und dem Organisten Elmar Lehnen

## Ehrungen
- Knut Nystedt erhielt 1966 den Sankt-Olav-Orden 1. Klasse, 2005 im Rang eines Kommandørs.
- 1980 verlieh der Norwegische Kulturrat ihm seinen Musikpreis.
- Der Norwegische Komponistenverband wählte Knut Nystedts Werk De Profundis zum „Werk des Jahres“.
- 1991 ernannte die Universidad de Mendoza in Argentinien ihn zum Honorarprofessor.
- 2002 zeichnete der Norwegische Chorverband ihn mit dem Chorpreis aus.
- 2004 ehrte die Stadt Oslo ihn mit dem Künstlerpreis.